# Hovawart

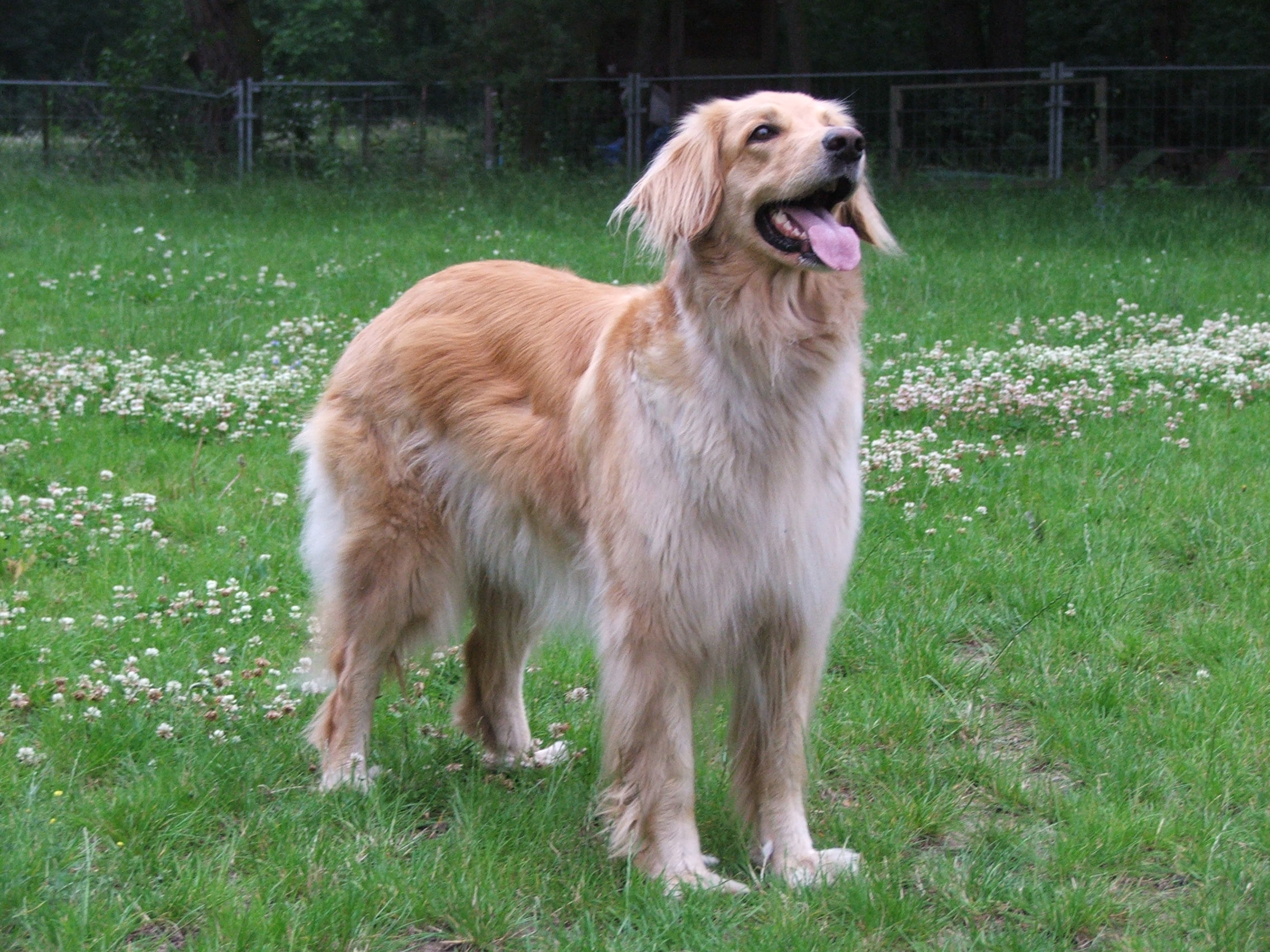
Hovawart biondo

Hovawart è una razza canina tedesca riconosciuta dalla FCI (Standard N. 190, Gruppo 2, Sezione 2, Sottosezione 2). Il nome della razza è riconducibile alle parole wart, guardiano e hova, il termine medievale per definire la "corte" come parte della fattoria, tradotto significa "guardiano di corte", che era anche l'uso principale di questi cani.

## Storia
Cani assimilabili agli attuali hovawart erano presenti nelle regioni della Foresta Nera e dell'Harz e sono stati menzionati in testi e dipinti medievali. Presente da sempre in Germania meridionale come guardiano di fattorie la razza fu riselezionata in maniera coerente alle antiche descrizioni a partire dal 1922 partendo da cani ritenuti simili all'Hovawart medioevale (i cosiddetti "cani tipo"). Per la selezione furono utilizzati dei Terranova, dei Leonberger, dei Kuvasz, dei Pastori tedeschi. In alcune linee di sangue è stata usata una non meglio identificata "cana selvaggia africana" che molto probabilmente era un azawakh, razza levriera, portato in Germania dai reduci della guerra in africa. La razza è stata ufficialmente riconosciuta dalla Federazione cinologica internazionale nel 1964. Dal 2010 l'Hovawart Club Italia, il club ufficiale a tutela della razza in Italia, è stato ammesso nella Federazione Internazionale Hovawart (IHF).

## Aspetto
L'Hovawart è un cane da utilità vigoroso, di taglia media, di forma leggermente allungata e a pelo lungo. La differenza tra maschi e femmine è evidente, soprattutto nella conformazione della testa e nella struttura del corpo. La lunghezza del tronco supera dal 10 al 15% circa l'altezza al garrese. L'Hovawart esiste in tre varietà di colore: nero focato, nero e biondo.

## Comportamento, carattere e utilizzo
L'Hovawart è un cane da lavoro, d'impiego polivalente utilizzato in molti paesi anche come cane da guardia, da difesa, nel servizio civile come cane da valanga, da catastrofe e da ricerca di persone disperse, cane da guida per ciechi, antidroga e per uso militare. Grazie all'impegno degli allevatori tedeschi nel salvaguardare la sua principale peculiarità, l'equilibrio caratteriale, l'Hovawart è anche, se ben gestito, uno splendido cane che vive in assoluta serenità in famiglia. È infatti un cane di indole buona, molto equilibrato affezionato alla famiglia e affettuoso, ma al tempo stesso sa essere estremamente protettivo, vigile e coraggioso.

## Rapporto con gli umani
È un cane che ha bisogno di condividere ogni momento della vita con il suo branco umano. Mal sopporta l'essere abbandonato per lunghi periodi, per esempio in giardino. Necessita di un'educazione ferma da parte di un capobranco coerente ed equilibrato quanto lui. Pazientissimo con i bimbi (che vanno educati anch'essi), ne diverrà il miglior guardiano e difensore. È un cane che apprende con molta facilità fin da cucciolo e che può svolgere qualsiasi attività si desideri. È solitamente molto tollerante con gli altri animali di casa, che lui considera parte della famiglia e quindi da proteggere. Assolutamente ben disposto verso gli amici di famiglia, quanto guardingo e attento verso gli estranei.

## Attività fisica
L'Hovawart ha bisogno di un'adeguata attività fisica e psichica. La sua duttilità fa sì che non ci siano attività che non possa svolgere con profitto. Dall'utilità e difesa, all'agility, all'obedience e a tutte le attività sportive. Grazie al grande fiuto è adattissimo alle attività di ricerca e salvataggio.

## Galleria d'immagini

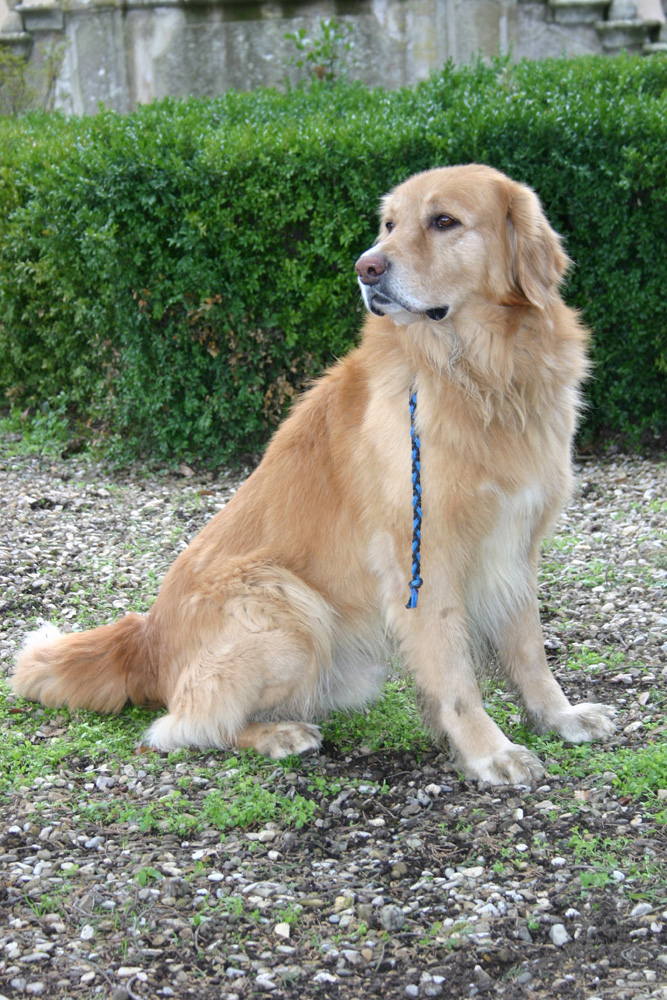
Hovawart biondo
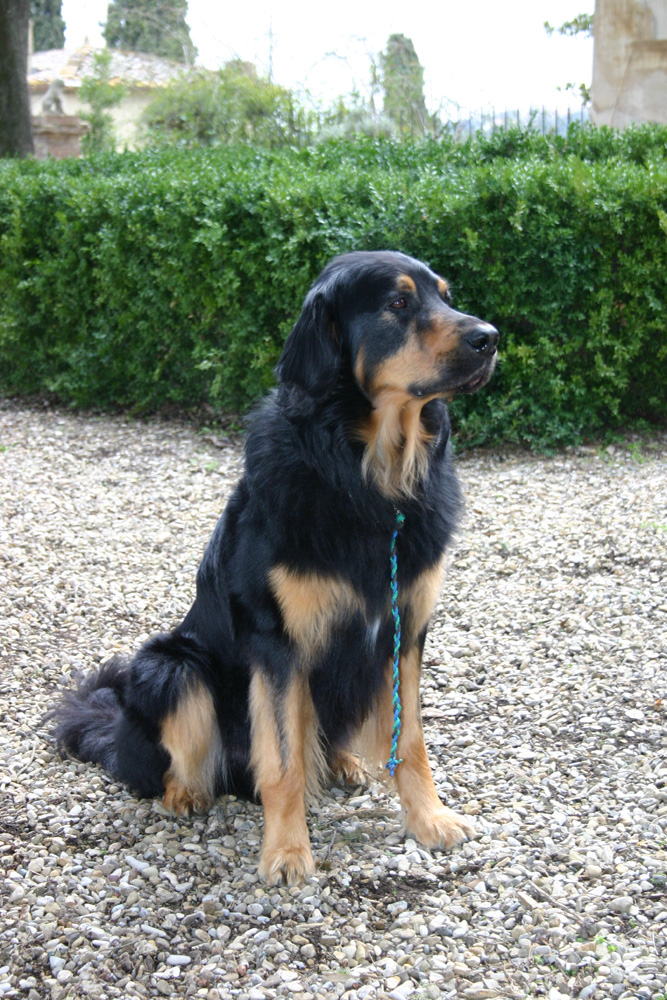
Hovawart nero focato
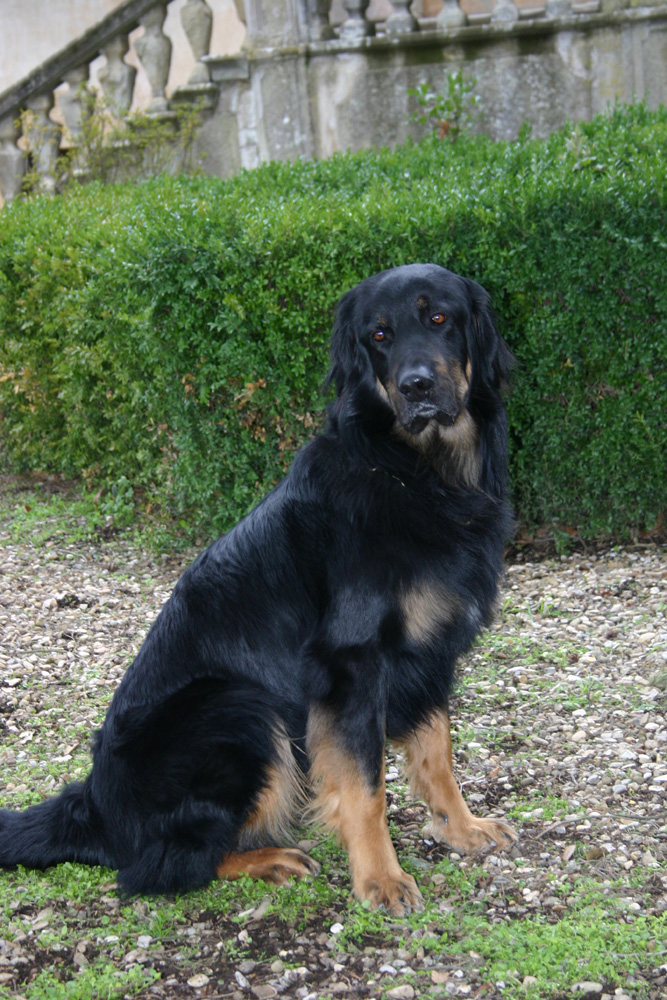
Hovawart nero focato con piccole focature
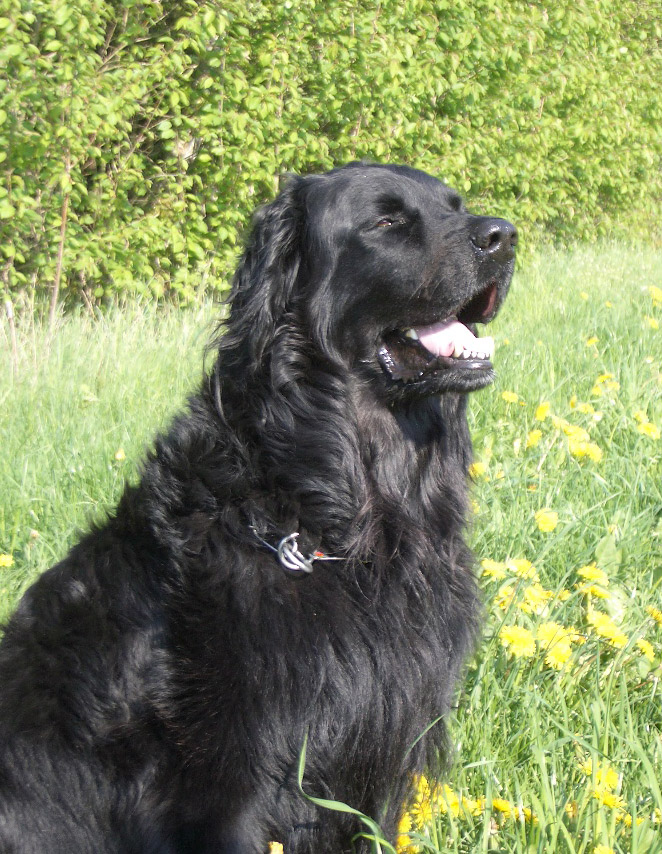
Hovawart nero